# Gåsevadholms slott
Gåsevadholm är ett slott i Tölö socken i Halland, numera i Kungsbacka kommun. Den nuvarande slottsbyggnaden är uppförd i slutet av 1700-talet. Den har en rosa kulör och är belägen på en ö mitt i Rolfsån. Gåsevadholms fideikommiss instiftades 1772 av direktören i Ostindiska Companiet Niclas Sahlgren. År 1999 ombildades Gåsevadholms fideikommiss till ett fideikommissaktiebolag, vilket innehas av Carl Silfverschiöld, son till Niclas Silfverschiöld och prinsessan Désirée. Fideikommisset avvecklades efter Niclas Silfverschiölds frånfälle.

## Historia
Den första kände ägaren av Gåsevad var troligen den rike Ebbe Pik till Rossared och Alafors i ätten Pik, som dog omkring år 1380. Sonen Bent Ebbesen ärvde Gåsevad samt 20 gårdar och 2 kvarnar i Fjäre härad. Under 1400-talets första hälft ärvdes gården av flera generationer av släkten Pik. År 1461 tog Edela Nielsdatter över godset. Hon var gift i ett första äktenskap med Truls Störle. I ett andra äktenskap gifte hon sig med den svenska väpnaren och häradshövdingen Brynte Bertilsson Lilliehöök af Fårdala, varpå hon ansågs ha förbrutit sin danska lojalitet och godset drogs in till kronan.
Edela Nielsdatters son från första äktenskapet, Peder Störle, var dansk varför Kristian II lät honom få behålla Gåsevad inklusive 13 gårdar, en kvarn och ett ålfiske. Peder Störles dotter Merete ärvde 1553 Gåsevad och efter att hon gift sig med Mads Stensen Laxmand tillhörde gården ätten Laxmand fram till 1620-talet.
Efter att Gåsevad varit i samma släkts ägo i över 200 år sålde Gabriel Laxmand gården 1625 till landsdomaren på Fyn, Claus Eilersen Brockenhuus i släkten Brockenhuus. Claus son Peder sålde dock ganska snart gården vidare till Henrik Clausen Podebusk i släkten Podebusk som 1649 i sin tur sålde till skotten John MacLean. Halland och Gåsevad hade då blivit svenskt i och med freden i Brömsebro 1645.
År 1754 köptes Gåsevadholm av direktören i Ostindiska kompaniet Niclas Sahlgren. År 1757 lät Sahlgren uppföra den nuvarande huvudbyggnaden med två flyglar i sten och en omgivande vallgrav med en stenvalvsbro. Sahlgren instiftade 1761 Gåsevadholms fideikommiss. Efter Sahlgrens död 1776 gick godset över till den ena av hans två döttrar, Sara Katarina, som var gift med en av Linnés lärjungar, Claes Alströmer. Denne var son till köpmannen Jonas Alströmer, som i sin tur var en god vän till Niclas Sahlgren. Claes Alströmer anlade en botanisk trädgård på Gåsevadholm samt inrättade ett naturhistoriskt museum.
Claes Alströmer dog 1794 och Sara Katarina 1818, båda på Gåsevadholm. Eftersom paret var barnlöst övergick Gåsevadholms fideikommiss till hennes halvsysters dotterson, Nils August Silfverschiöld, som tidigare var innehavare av Kobergs fideikommiss, även det instiftat av Niclas Sahlgren. 
Carl Otto Silfverschiöld genomförde, efter ritningar av arkitekten Adolf Wilhelm Edelsvärd, en total ombyggnad av slottet i en medeltida imiterad stil under åren 1855-1856. Gåsevadholm tillhör fortfarande släkten Silfverschiöld.

## Beskrivning
Slottet är reveterat och målat i en rosa kulör samt taktäckt med skiffer. Ekonomibyggnadernas fasader består av träpanel med stående locklist målade traditionellt med falurött. Grunderna till de äldre husen består av huggen natursten och taktäckningen utgörs av en- eller tvåkupigt tegel. På en del av de äldre ekonomibyggnaderna förekommer även plåttak.
Under 2020 spelades serien Vår tid är nu in på slottet.

## Gåsevadholm
Namnet Gåsevadholm anger att ett vad, en passage över vattendraget funnits här. Efterleden -holm tillkom efter det att slottet kringgärdades av vatten och en holme bildades.

## Nutid
Jordbruket vid Gåsevadholm om cirka 220 hektar är sedan 2001 utarrenderat.
Idag är de mest synliga aktiviteterna på ägorna stallverksamhet och Forsgårdens golfklubb som arrenderar cirka 60 hektar av egendomen.